# Neoergasilus squaliobarbi
Neoergasilus squaliobarbi is een eenoogkreeftjessoort uit de familie van de Ergasilidae. De wetenschappelijke naam van de soort is voor het eerst geldig gepubliceerd in 1952 door Dogiel & Akmerov.